# 日産・H型エンジン
日産・H型エンジンは、かつて日産自動車が製造していた直列4気筒OHVエンジンである。
なお、H型エンジンより派生したR型やU型SOHC直列4気筒および、K型などの直列6気筒についても英語版にならい、便宜上この項目に併記する。

## 概要
原型は日本自動車工業時代に太田祐一ら旧オオタ自動車工業のスタッフによって開発され、東急くろがね工業（後の日産工機）に改編後、排気量1,883ccのH型が初代30型セドリック（1960年-1965年）に日産車として初搭載された。
鋳鉄製シリンダーブロック、3ベアリングのクランクシャフトを用いた簡潔且つ堅牢なターンフロー（カウンターフロー）式OHVエンジンで、シリンダーヘッドは鋳鉄製。アルミ合金製シリンダーヘッドを搭載している物はH型では無く後継機であるK型と呼ばれるエンジンとなる（直列6気筒のK型エンジンとは別物である）。
高トルクを利して乗用車のみならず、主にタクシー用営業車や商用車、フォークリフト用エンジンとして広範囲に用いられ、2003年まで排気量や仕様の変更を受けながら、約45年間量産され続けた。また、日産ディーゼル(現・UDトラックス)にて製造されていた日産・SDエンジンは、ボアピッチおよびシリンダーブロックの基本レイアウトをH型と共有するものであった。

## 直列4気筒

### 1H
1,489cc
Hという名前はついているが、このエンジンのみ後のH型とは関連がなく、イギリスのブリティッシュ・モーター・コーポレーション（BMC）と提携して同社のオースチン・A50ケンブリッジを日産でライセンス生産したことに伴い国産化した「BMC・Bシリーズエンジン」そのものである（原型は1947年にオースチンで開発）。本来のA50ケンブリッジ乗用車のほか、小型トラックの「ジュニア」への搭載、ストロークダウンでの排気量変更によるダットサン向け派生型開発などで広範に利用され、日産車の性能向上に貢献した。ヘッド、ブロック共に鋳鉄製でボアストロークは73x89mm。
1956-58年7月 50PS / 1958年8月-60年 56PS
搭載車種
- 1954-1959 日産・オースチンA50ケンブリッジ
- 1956-1960 日産・ジュニア B40 / 42

### H
1,883cc
H型エンジンの初のモデル。1962-65年まで製造され、ボアストロークは85x83mm。北米仕様ではセドリックのエンジンのみ8.5:1の高圧縮比のものが用いられ、95馬力を発揮したがその他のエンジンの圧縮比は8.0:1で92馬力であった。
日本仕様は乗用車用 88PS / 商用車用 85PS
搭載車種
- 1962 30型系 セドリック
- 1962-1965 141型 ジュニア
- 1962-1965 C141型 キャブオール
- GC141型 エコー

### H20
1,982cc
最も多く製造されたモデル。H型のボアを87.2mmにボアアップし、99馬力とした。
搭載車種
- 1965-1971 130型系 セドリック
- A30型系 グロリア
- 1971-1975 230型系 セドリック
- 1971-1975 230型系 グロリア
- 1966-1970 日産ジュニア 41
- 1966-1967 日産・キャブオール C142
- 1966-1972 日産・クリッパー T65
- 1967-1976 日産・キャブオール C240
- 1971-1975 日産セドリック 230
- 1971-1975 日産ジュニア 140
- 1975-1982 日産ジュニア 141
- 1976-1979 日産セドリック 330
- 1979-1983 日産セドリック 430
- 1970 裕隆汽車・セドリック803（91 PSまたは4800 rpmで67キロワット）(91 PS または 67 kW at 4,800 rpm)[2]
- 日産・キャラバン / 日産・ホーミー
- 1980-1982 日産・アーバン
- H型フォークリフト（日産製・フォークリフト）　※H02M20、H02A30等

### H20P
1,982cc
H20エンジンのLPG仕様で、キャブレターからLPG用ミキサになっている他、内部にも若干の変更がなされている。
搭載車種
- 1976-1979 330型 セドリックLPG仕様
- 1975-1979 330型 グロリアLPG仕様　　　等

### H15
1,500cc
H20-IIの小排気量化・改良型で、フォークリフト専用エンジンとなっている。
搭載車種
- J型フォークリフト（日産製・フォークリフト）　※J01M09、J01A15等

### H20-II
2,000cc
　H20の改良型で、フォークリフト専用エンジンとなっている。
搭載車種
- J型フォークリフト（日産製・フォークリフト）　※J02M20、J01A30等

### H25
2,472cc
　H20-IIの高出力仕様（エンジンフード横にHIGH-POWERの記載有り）として開発された。ボアストロークは92x95mm、圧縮比8.7、最大出力62馬力/3,200rpm。
搭載車種
- J型フォークリフト（日産製・フォークリフト）　※J02M25、J02A30等

### R
1,595cc
　H20と同じブロックを用いて、ピストンストロークを16.2 mm短縮して87.2 x 66.8 mmとし、排気量を387 cc小さくして高回転型としたもの。圧縮比は9.0:1で、97馬力を発揮。R16とも呼ばれる場合がある。1967年からは信頼性向上の為にクランクシャフトを5ベアリングとした。
搭載車種
- 1965-1967 ダットサン・ブルーバード R411 SSS
- 1965-1968 日産・シルビア CSP311
- 1965-1970 ダットサン・フェアレディ SP311 / SPL311
- 1968-1972 日産・ホーマー T641

### U20
1,982cc

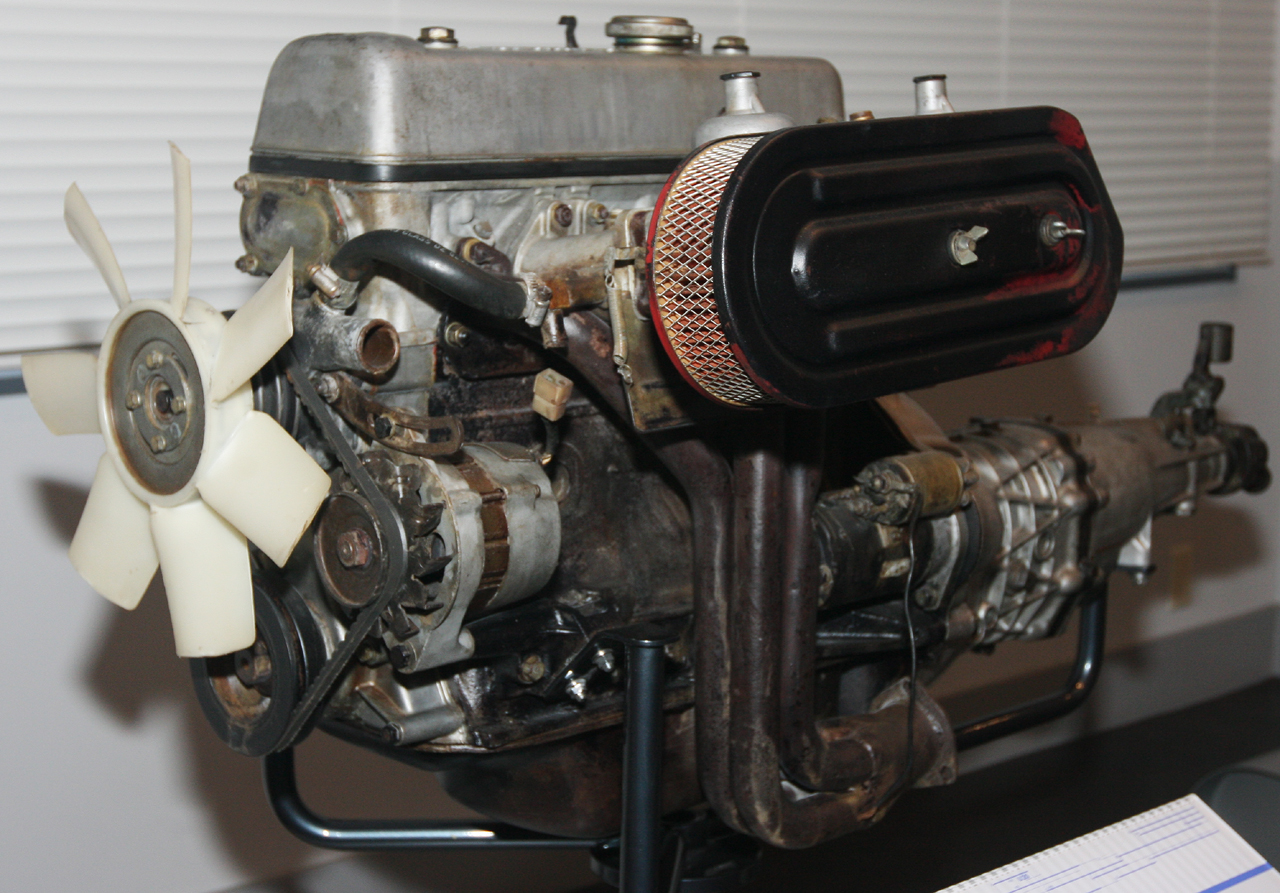
U20

　H20型をベースにモータースポーツ用途を考慮して再設計し、SOHCヘッドを組み合わせたもの。135馬力から150馬力を発揮。
　設計は日産自動車、第一機関設計部の佐々木健一である。
搭載車種
- 1967.3 - 1970 ダットサン・フェアレディ SR311

## 直列6気筒

### K
2,825cc
　H型をベースに2気筒を追加して製造された直6エンジン。118馬力を発揮。
搭載車種
- 1963-1965 日産・セドリックスペシャル50

### H30
2,974cc
日産・プレジデントの開発に合わせてH20型をベースに2気筒を追加して製造された直6エンジンで、120馬力を発揮した。このエンジンは中型トラックや大型フォークリフトにも用いられたほか、1960年代後半から1970年代初頭に掛けて、日本のストックカーでもエンジンスワップに多用された。
搭載車種
- 1965 - 1973 日産・プレジデント H150
- 1973 - 1974 日産・プレジデント H250
- 1966 - 1976 日産・C80